# Pascal Boëls
Pascal Boëls est un guitariste, transcripteur et concertiste français, né le 30 août 1953, spécialiste de la guitare à dix cordes.

## Biographie
Après des études à l'École Normale de Musique de Paris, Pascal Boëls obtient la licence de concert, premier à l'unanimité et avec les félicitations du jury. Lauréat de la fondation Yehudi Menuhin, il devient professeur à la Schola Cantorum de Paris.
Il travaille avec les guitaristes Alberto Ponce, Abel Carlevaro, Alirio Diaz, Leo Brouwer, avant de se consacrer essentiellement à la guitare à 10 cordes, dont l'élargissement de la tessiture grave permet une exacte fidélité au texte musical, telles les Suites de Bach.
Explorant un vaste répertoire s'étendant du XVIe siècle à notre temps, il s'attache à transmettre des musiques dont la portée se situe au-delà des clivages et des modes, consacrant des programmes entiers aux vihuelistes, à J.S.Bach ou à D.Scarlatti, n'hésitant pas à relier au cours d'un même concert les gloses de Narvaez sur "O Gloriosa Domina", le Nocturnal op.70 de Britten et les Trois Graphiques pour guitare et orchestre de Ohana.
Pascal Boëls est également l'auteur de nombreuses transcriptions.

## Réception
Ses enregistrements ont reçu les éloges de la critique spécialisée.

### J.S. Bach
« Comme Bach sonne bien à la guitare, avec cette aura de rêve que Pascal Boëls sait lui donner ! Gilles Cantagrel »

« Interprétation finement ciselée, évidente inclination à la contemplation; les préludes conservent leur spontanéité, les  sarabandes rayonnent d'une véritable ferveur. La netteté de la polyphonie, la clarté des lignes participent à la réussite de cette version. Philippe Venturini, Le Monde de la Musique »

« Boëls suit l'intention implicite du compositeur qui conçut ces œuvres comme un hymne à la présence divine. Il impulse un souffle mystique dès le prélude de la Suite BWV 1012, conférant fièvre et exaltation. L'œuvre atteint ici une dimension saisissante. Classica »

### H.Villa-Lobos, l'œuvre pour guitare
« Pascal Boëls a su mieux que quiconque mettre en évidence l'aspect orchestral de ces pages. Il possède un art très sûr de l'instrumentation, de la différenciation des plans sonores, des polyphonies de timbres. Grand interprète de Bach, il réussit aussi bien dans la musique de son disciple brésilien. Classica »

« Un disque qui associe pour notre plus grand plaisir les rares et redoutables Études, les Préludes, et la Suite brésilienne. Une interprétation remarquablement virtuose, mais pas seulement... une réussite! L'Ed. Musicale »

« Splendid recording, Pascal Boëls dispays his masterly grasp of the Music. »

— 

## Discographie
Sa discographie comprend des œuvres de vihuelistes, compositeurs baroques, Bach, Scarlatti, Haydn, Mozart, Schubert, Villa-Lobos, Dowland, Britten.
- Haydn, Mozart, Schubert (Hortensia 3003852/arc321)
- J.S. Bach : Transcriptions pour la guitare à 10 cordes, Partita BWV 1004 avec Chaconne, Sonate BWV 1001, Prélude, fugue et allegro BWV 998 (Hortensia 3003832/arc321)
- Domenico Scarlatti : 15 Sonates (Calliope cal9315)
- J.S. Bach : 3 Suites BWV 995, 997, 1012 (Calliope cal9385)
- Heitor Villa-Lobos : L'œuvre pour guitare (Calliope cal9315)
- The Golden Age of the guitar in Europe (2CDs Brilliant Classics 96157)
- Dowland & Britten: Melancholy, Nocturnal (Brilliant Classics 97013) https://www.brilliantclassics.com/articles/d/dowland-britten-melancholy-nocturnal/